# Skalberget, Åsele kommun
Skalberget är ett naturreservat i Åsele kommun i Västerbottens län.
Området är naturskyddat sedan 1995 och är 100 hektar stort. Reservatet omfattar en delvis brant sydsluttning av Saklberget som domineras av tall i de nedre delarna och gran i de övre och med inslag av lövträd.